# Ryoji Mano
Ryoji Mano (født 12. oktober 1990) er en japansk tidligere professionel fodboldspiller.
Han har spillet for flere forskellige klubber i sin karriere, herunder FC Machida Zelvia, Azul Claro Numazu og Fujieda MYFC.